# Tigard
Tigard és una població dels Estats Units a l'estat d'Oregon. Segons el cens del 2009 tenia 47.460 habitants.

## Demografia
Segons el cens del 2000, Tigard tenia 41.223 habitants, 16.507 habitatges, i 10.746 famílies. La densitat de població era de 1.465,6 habitants per km².
Dels 16.507 habitatges en un 33,5% hi vivien nens de menys de 18 anys, en un 52% hi vivien parelles casades, en un 9,2% dones solteres, i en un 34,9% no eren unitats familiars. En el 26,7% dels habitatges hi vivien persones soles el 7,8% de les quals corresponia a persones de 65 anys o més que vivien soles. El nombre mitjà de persones vivint en cada habitatge era de 2,48 i el nombre mitjà de persones que vivien en cada família era de 3,03.
Per edats la població es repartia de la següent manera: un 25,5% tenia menys de 18 anys, un 9% entre 18 i 24, un 34,1% entre 25 i 44, un 21,4% de 45 a 60 i un 10% 65 anys o més.
L'edat mediana era de 34 anys. Per cada 100 dones de 18 o més anys hi havia 92,8 homes.
La renda mediana per habitatge era de 51.581$ i la renda mediana per família de 61.656$. Els homes tenien una renda mediana de 44.597$ mentre que les dones 31.351$. La renda per capita de la població era de 25.110$. Aproximadament el 5% de les famílies i el 6,6% de la població estaven per davall del llindar de pobresa.

## Poblacions més properes
El següent diagrama mostra les poblacions més properes.